# Manuel Ávila Camacho

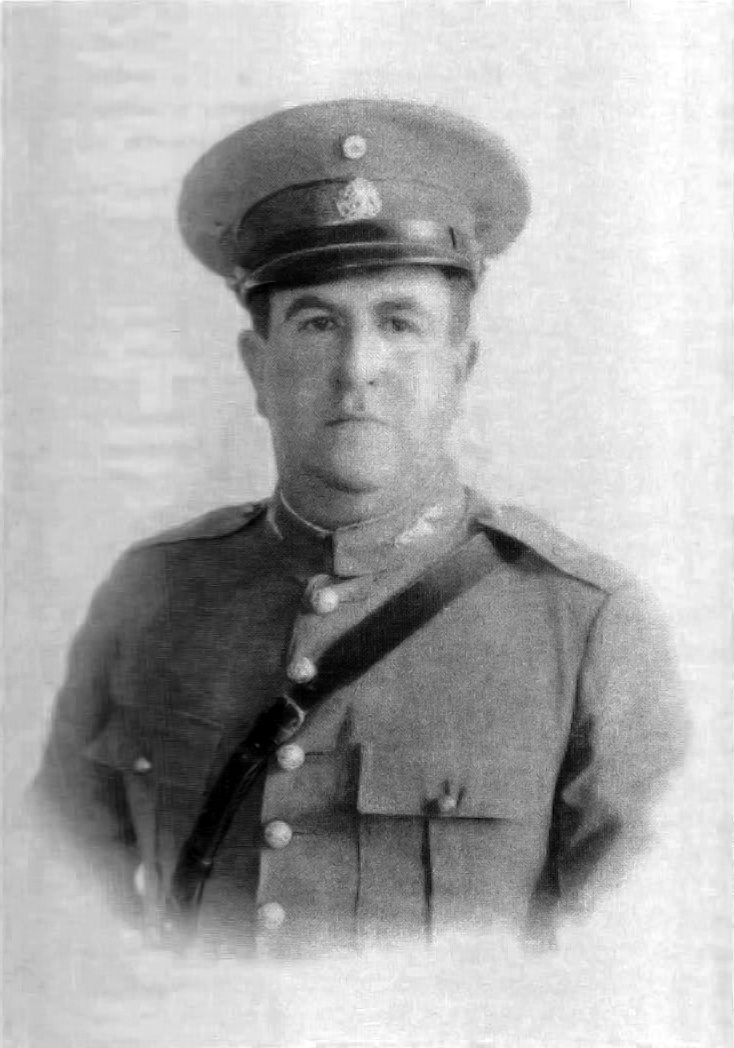
Manuel Ávila Camacho
(1917)

Manuel Ávila Camacho (Teziutlán, 24 april 1897 – Rancho La Herradura, 13 oktober 1955) was een Mexicaans politicus en militair. Hij was president van Mexico van 1940 tot 1946. Ávila Camacho was de laatste die als militair tot president van Mexico is gekozen. Hij loodste zijn land door de Tweede Wereldoorlog. Onder Ávila Camacho werd een einde gemaakt aan de economische experimenten van de jaren na de Mexicaanse Revolutie.

## Vroege jaren
Ávila Camacho werd geboren in een middenklassengezin uit de staat Puebla. In 1913 sloot hij zich aan bij de revolutionaire troepen van Venustiano Carranza, de latere president. Spoedig klom hij op in het Constitutionele leger dat na de revolutie werd gevormd. In 1920 werd hij militair commandant van de staat Michoacán, waar hij Lázaro Cárdenas leerde kennen, met wie hij bevriend raakte. Ávila Camacho streed onder andere tegen de opstand van Adolfo de la Huerta (1923), de Cristero's, katholieke opstandelingen die in opstand waren gekomen tegen het antiklerikale beleid van president Plutarco Elías Calles (1926-1929), en de opstand van generaal José Gonzalo Escobar (1929).
In 1925 huwde Ávila Camacho Soledad Orozco. Het paar kreeg geen kinderen.
In 1933 werd hij onderminister van oorlog en marine en chef-staf van het Mexicaanse leger met de rang van generaal. Vier jaar later werd hij minister van oorlog, een functie die hij liet omdopen tot minister van defensie. In 1938 zorgde zijn optreden voor een snel einde aan de opstand van Saturnino Cedillo.

## Verkiezing
Velen hadden verwacht dat Cárdenas de linkse generaal Francisco Múgica als presidentskandidaat voor zijn partij, de Partij van de Mexicaanse Revolutie (PRM) zou benoemen. Cárdenas vreesde echter dat dit de rechtervleugel van de partij te veel zou vervreemden, dus in plaats van Múgica wees hij Ávila Camacho aan. Dit kwam voor velen als een verrassing, omdat Ávila Camacho relatief onbekend was. Critici noemden hem dan ook de 'onbekende soldaat'.
Ávila Camacho's belangrijkste tegenstander was generaal Juan Andreu Almazán, de kandidaat van de nieuwe Revolutionaire Partij van de Nationale Eenwording (PRUN). Almazán voerde een campagne gericht tegen de zittende politici, en profileerde zich als katholiek en pro-business. Almazán gooide hoge ogen onder veel zakenlieden, in de grote steden en in het noorden van het land. Uiteindelijk won Ávila Camacho de verkiezingen met 93,90% van de stemmen tegen 5,73% voor Almazán. De verkiezingen gingen echter gepaard met grootschalige onregelmatigheden en gewelduitbarstingen. Op veel plaatsen, waaronder in Mexico-Stad, namen gewapende mannen stembussen in beslag en vervingen stemmen voor Almazán door stemmen voor Ávila Camacho. In het verkiezingsgeweld kwamen 150 mensen om het leven. Het kiescollege, dat bestond uit aanhangers van Cárdenas en Ávila Camacho, verklaarde echter dat de verkiezingen eerlijk waren verlopen en riep Ávila Camacho uit tot winnaar. Almazán overwoog een opstand te beginnen en verzocht om steun van nazi-Duitsland en Italië. Hierna kondigde de Amerikaanse regering aan Mexico te steunen in de onderdrukking van een eventuele opstand, waarna Almazán besloot ervan af te zien en het land te ontvluchten.

## Presidentiële termijn
Ávila Camacho stond bekend als een vroom katholiek, en zijn termijn betekende het definitieve einde van het conflict tussen de Mexicaanse staat en de katholieke kerk. Terwijl zijn voorgangers antiklerikaal waren geweest, maakte Ávila Camacho publiekelijk bekend dat hij een belijdend rooms-katholiek was ("Soy creyente", "ik ben gelovig"). De al onder Cárdenas ingezette normaliseringspolitiek ten opzichte van de Rooms-Katholieke Kerk voortgezet. De antiklerikale grondwetsartikelen werden niet geschrapt maar 'anders geïnterpreteerd', wat inhield dat de kerk grotendeels door Ávila Camacho in haar vroegere macht werd hersteld. Ook werd er een einde gemaakt aan het door Cárdenas ingevoerde socialistische onderwijs. Ook de militaire uitgaven werden verder verlaagd, van 21% naar 15% van het budget.
Zijn economisch beleid was een breuk met de voorheen socialistische economische politiek van Lázaro Cárdenas. Hoewel de privé-sector mocht groeien en werd gestimuleerd bleef de economie door de staat beheerst. Ávila Camacho organiseerde de economie grotendeels naar het idee van importsubstitutie-industrialisatie. Tijdens Ávila Camacho's termijn begon het Mexicaanse Wonder, de dertig jaar durende opmerkelijke groei van de Mexicaanse economie. In 1943 liet hij het Mexicaans Instituut voor Sociale Zekerheid (IMSS) oprichten, waarmee een begin werd gemaakt van een stelsel van sociale zekerheid. Om de landbouwopbrengsten te verbeteren werd in 1943 met behulp van de Rockefeller Foundation het Bureau van Speciale Studies opgericht, wat als begin wordt gezien van de wereldwijde Groene Revolutie.
Na het uitbreken van de Tweede Wereldoorlog schaarden de Mexicaanse politici zich achter Camacho's pro-Geallieerde beleid. Na de aanval op Pearl Harbor verbrak hij de banden met de asmogendheden. De verdediging van Neder-Californië werd versterkt uit angst voor een Japanse aanval. Fascistische organisaties werden verboden en alle in Mexico woonachtige Duitsers en Japanners werden gedwongen in Mexico-Stad of Guadalajara te gaan leven. In mei 1942, nadat de Duitsers de Mexicaanse tanker Faja de Oro tot zinken hadden gebracht, verklaarde het land de oorlog aan Duitsland en Japan. Ávila Camacho stuurde het Eskader 201 van de luchtmacht om aan de zijde van de geallieerden de Japanners te bevechten in de Grote Oceaan. De grootste effecten van de oorlog waren echter in het eigen land te merken: er ontstond een schaarste aan levensmiddelen en de dienstplicht werd ingevoerd.
Voor de Mexicaanse economie had de oorlog over het algemeen een gunstig effect, daar de Verenigde Staten door de oorlogshandelingen een gewillige afnemer van Mexicaanse producten en grondstoffen werd. De diplomatieke betrekkingen met de Verenigde Staten werden nu definitief warmer. Ávila Camacho en Franklin D. Roosevelt tekenden het Braceroprogramma, waarin Mexicaanse werkkrachten werden uitgenodigd in de Verenigde Staten te komen werken om het gebrek aan arbeidskrachten aldaar op te vullen. Dit was het begin van de grootschalige emigratie naar de Verenigde Staten. Verder werden de diplomatieke betrekkingen met het Verenigd Koninkrijk, die na de nationalisering van de olie-industrie in 1938 waren verbroken, hersteld. Mexico was een van de oprichtende leden van de Verenigde Naties.
Ávila Camacho stond bekend als een vroom, bescheiden, kalm en beleefd man, en had als bijnaam El Presidente Caballero ("de gentleman-president"). Zijn broer Maximino Ávila Camacho was evenwel zijn tegenpool. Maximino stond bekend als een onbehouwen bruut en vechtersbaas, en had talloze buitenechtelijke kinderen. Tijdens Manuels presidentschap was hij gouverneur van Puebla, en hij was van mening dat hij als broer van de president de enige rechtmatige opvolger was. Hij zwoer Miguel Alemán, die ook in de race was als opvolger, te vermoorden als hij tot presidentskandidaat werd benoemd. Voor het zover kon komen overleed Maximino echter.
De vorming van de eenpartijstaat werd onder Ávila Camacho's presidentschap afgerond. Vicente Lombardo Toledano werd als te links ervaren en afgezet als leider van de Confederatie van Mexicaanse Arbeiders (CTM), de aan de PRI gelieerde vakbond. Toledano werd vervangen door Fidel Velázquez. De Nationale Actiepartij (PAN) nam onder Ávila Camacho's termijn voor het eerst deel aan verkiezingen. Bij de Congresverkiezingen in 1943 wist de PAN 21 zetels te winnen, maar de PRM kende de PAN geen enkele zetel toe. Bij de Congresverkiezingen drie jaar later wist de PAN 110 zetels te winnen, maar kreeg er uiteindelijk maar zes. Protesten die ontstonden nadat de PAN een verkiezingsoverwinning in de stad León opeiste, eindigden in een bloedbad waarbij 21 doden vielen. Aan het eind van zijn termijn hernoemde Ávila Camacho zijn PRM tot Institutioneel Revolutionaire Partij (PRI), de naam die het nu nog steeds heeft. Met deze nieuwe naam wilde hij aangeven dat de actieve fase van de Mexicaanse Revolutie voltooid was, en dat de revolutie nu geïnstitutionaliseerd was. Wat hij hiermee liet doorschijnen was dat er geen plaats meer was voor populisme, demagogie en caudillismo.

## Opvolging en nalatenschap
Maximino beweerde dat hij als broer van de president het recht had hem op te volgen, en beweerde Miguel Alemán, een andere kanshebber voor het kandidaatschap, te vermoorden als hij zou worden gekozen. Maximino overleed echter aan een hartaanval vlak voor het partijcongres, waardoor Ávila Camacho zonder veel problemen Alemán kon benoemen tot presidentskandidaat, die de verkiezingen won en dus zijn opvolger werd. 
Ávila Camacho trok zich terug uit de politiek en ging wonen in zijn haciënda in de deelstaat Mexico, waar hij in 1955 overleed. Ávila Camacho wordt gezien als een president die bepalend is geweest voor de inrichting van het naoorlogse Mexico. Onder zijn termijn begon de periode van economische groei die tot de jaren 70 zou duren, en de PRI zou het land tot 2000 regeren. Ook wordt zijn presidentschap gezien als het begin van de "gouden jaren" van Mexico. Mexico was nu een politiek stabiel land en het ging economisch voor de wind. Mexico was nu een kosmopolitisch land met een internationale aantrekkingskracht, ook gezien het aantrekkende toerisme, de Mexicaanse muziek en cinema. Dit alles leverde een gevoel van nationale trots en een versterking van de nationale identiteit op.
- Bibliothèque nationale de France: cb11215945h (data)
- Gemeinsame Normdatei: 133900193
- International Standard Name Identifier: 0000 0000 3391 0909
- Library of Congress Control Number: n81149546
- National Archives and Records Administration: 10569628
- Nationale Bibliotheek van Israël: 987007331530705171
- Nederlandse Thesaurus van Auteursnamen: 297929658
- SNAC: w63x8zxs
- Système universitaire de documentation: 089017595
- Virtual International Authority File: 57816294
- WorldCat: E39PBJfCqkRVM874yxPW3RYwYP